# Аммоний Литотомист
Аммоний, прозванный Литотомист (греч. Ἀμμώνιος   Λιθοτόμος,лат. Ammonius Lithotomos) — известный хирург из Александрии, живший ок. 250 г до н. э.
Хирург Александрийской академии, он в особенности занимался операциями камнесечения и изобрёл способ раздробления камней, если они, из-за большого объёма, не могли пройти в сделанное отверстие. Способ состоял в том, что он подхватывал камень ложкообразным инструментом, который передавал затем помощнику, а сам приставлял к камню тупое долото и одним-двумя ударами молотка о долото раздроблял камень. За что получил прозвище литотомиста.